# Nagojský hrad
Nagojský hrad (japonsky: 名古屋城, Nagoja-džó) je hrad v japonském městě Nagoja, jež bylo ve středověku čtvrtým největším městem v zemi. Zkrácený název hradu zní Meidžó (名城), v minulosti též Kindžó (金城), což v překladu znamená "Zlatý hrad". Hrad byl postaven šlechtickým rodem (daimjói) Owari. Šlo o nejpřednější ze tří rodových linií klanu Tokugawa. Základní stavba byla dokončena v roce 1612 (v období Edo), a to na místě staršího hradu klanu Oda, jenž byl postaven v období Sengoku. Zadavatelem stavby byl slavný Iejasu Tokugawa. Jedním z hlavních architektů, kteří navrhli a řídili stavbu hradu, byl Nakaj Masakijo, který se dříve podílel na výstavbě hradů Nidžó, Fušimi nebo Edo. Zdrojem materiálu byl z velké části menší hrad Kijosu. U hradu byl vybudován i umělý vodní kanál, známý dnes jako řeka Hori. O něco málo později byl přistavěn palác Honmaru (dokončen 1615) a palác Ninomaru (1617). Výzdobou stěn a stropů paláce Honmaru byl pověřen mj. malíř Kanó Sadanobu. Právě tento palác se stal hlavním sídlem rodu. Palác Honmaru byl rekonstruován roku 1633, k výzdobě byl přizván malíř Kanó Taňjú. V roce 1730 byl hrad osazen dvoumetrovými zlatými soškami šači (mytická figura, jež je kombinací delfína a tygra), což hradu dalo jeden z jeho názvů (Zlatý hrad). Nicméně dluhy klanu Owari způsobily, že vrstva zlata byla na soškách několikrát ztenčena. Po pádu šógunátu se owarský rod rozhodl podřídit císaři. V návaznosti na to nechal v roce 1870 Jošikacu Tokugawa části hradu zbourat a zbytek daroval císaři. Stát se rozhodl z hradu udělat kasárna. V květnu 1872 na něj umístil 3. divizi tokijské vojenské posádky. Hrad pod správou armády rychle chátral a brzy se uvažovalo o demolici. Proti ní protestoval i německý vyslanec v Japonsku Max von Brandt. V prosinci 1879 ministr války Aritomo Jamagata rozhodl, že hrad bude zachován. Roku 1891 stavbu vážně poškodilo zemětřesení. Došlo k rekonstrukci, ale ne vše z původní stavby bylo obnoveno. Za oběť živlu padla i hlavní brána, a tak byla roku 1911 přivezena brána náhradní z bývalého hradu Edo. V roce 1893 byl hrad převeden pod ministerstvo císařské domácnosti a v červnu byl jeho název změněn na Nagojská císařská vila (名古屋離宮, Nagoja Rikjú), čímž se hrad stal jednou z oficiálních císařských rezidencí. 20. května 1906 byl hrad poprvé v historii otevřen, na jeden den, veřejnosti. V roce 1930 ho císař převedl do vlastnictví města. Zároveň bylo 24 staveb v areálu hradu prohlášeno za národní kulturní památku. 11. února 1931 byl celý areál trvale zpřístupněn veřejnosti. V následujícím desetiletí probíhaly konzervační a archeologické aktivity a hrad byl vědecky zdokumentován. Během druhé světové války byl hrad využíván jako velitelství armády Tokajského okresu a správní úřad zajateckého tábora Nagoja. Americké bombardování v roce 1945 ho ale zásadně poničilo. Rekonstrukce probíhá nepřetržitě od roku 1957. Dne 3. října 1959 byla dokončena rekonstrukce obou tvrzí a budovy byly znovu zpřístupněny veřejnosti. Rekonstrukce zcela zničeného paláce Honmaru začala až v roce 2009 a byla dokončena roku 2018. Město má plán na plnou obnovu do původní podoby (tam, kde existují fotografické záznamy a architektonické výkresy) a roku 2017 kvůli tomu spustilo veřejnou sbírku, od roku 2020 i mezinárodní.